# Phare de Rumeli
Le phare de Rumeli (en turc : Rumeli Feneri, ou Türkeli Feneri)  est un feu côtier situé sur la rive européenne du Bosphore de la mer Noire, dans le district de Sarıyer à l'entrée d'Istanbul, en Turquie.
Rumeli (ou Rumelia) est un ancien nom des territoires ottomans à l'ouest du détroit du Bosphore. Il se trouve face au phare d'Anadolu, un phare qui lui est sur le côté est du détroit du Bosphore, à une distance de 2 milles marins (3,7 km). Une ligne reliant les deux phares marque la limite nord du port d'Istanbul
Il est exploité et entretenu par l'Autorité de sécurité côtière (en turc : Kıyı Emniyeti Genel Müdürlüğü) du Ministère des transports et des communications.

## Histoire
Le phare a été construit par les Français pour assurer la sécurité de la navigation des navires de guerre français et britanniques entrant et sortant de la mer Noire pendant la guerre de Crimée (1853–1856). Le phare est entré en service le 15 mai 1856, avec son homologue anatolien. Il a été exploité par les Français jusqu'en 1933 lorsque la concession de 100 ans a été annulée et les autorités turques ont pris le relais.
Le phare est situé sur une colline à 58 m au-dessus du niveau de la mer. C'est le plus haut phare de Turquie. Initialement, il fonctionnait au kérosène qui a été remplacé plus tard par la lumière Dalén utilisant du carbure (gaz d'acétylène). Aujourd'hui, la source lumineuse est fournie par l'électricité mais un système d'éclairage au gaz butane est également installé à des fins de secours. La lentille de Fresnel a une distance focale de 500 mm.
Le phare de Rumeli est ouvert au public en tant que site historique. Un saint musulman du nom de Sarı Saltik a une tombe à l'intérieur du phare.

## Description
Le phare  est une tour octogonale à deux étages en pierre blanche de 30 m de haut, avec une galerie et une lanterne octogonale.
Son feu à éclats émet, à une hauteur focale de 58 m, deux  éclats blancs d'une seconde par période de 12 secondes. Sa portée est de 18 milles nautiques (environ 33 km) pour le feu blanc.
Identifiant :ARLHS : TUR-053 - Admiralty : N4956 - NGA : 17496.

## Caractéristique dufeu maritime
Fréquence : 12 secondes (W-W)
- Lumière : 1 seconde
- Obscurité : 3 secondes
- Lumière : 1 seconde
- Obscurité : 7 secondes

|                 |
| Le phare (2014) |

### Lien connexe
- Liste des phares de Turquie